# 스포르팅 데 우엘바
스포르팅 클루브 데 우엘바(스페인어: Sporting Club de Huelva)는 스페인 안달루시아 지방의 우엘바를 연고로 하는 여자 축구 클럽이다. 현재 스페인의 여자 축구 리그인 리가 F에 참가하고 있다.
1979년에 창단하여 1988년에 해체된 동명의 남자 청소년 축구 클럽이 전신이다. 2004년에 동명의 여자 축구 클럽이 창단되었고 2005-06 세군다 디비시온 페메니나 시즌에서 우승을 차지하면서 프리메라 디비시온 페메니나로 승격되었다. 2015년에는 2014-15 코파 데 라 레이나 결승전에서 발렌시아 CF 페메니노를 누르고 사상 첫 우승을 차지했다.

## 성적
- 세군다 디비시온 페메니나 1회 우승 (2005-06)
- 코파 데 라 레이나 1회 우승 (2014-15)